# Dragoslav Mihajlović
Dragoslav „Dragan” Mihajlović (Aleksinac, 1906. december 13. – 1978. június 18.) korábbi jugoszláv labdarúgó.
A Jugoszláv királyság válogatottjának tagjaként részt vett az 1930-as világbajnokságon.